# Euphorbia spinidens
Euphorbia spinidens là một loài thực vật có hoa trong họ Đại kích. Loài này được Bornm. ex Prokh. mô tả khoa học đầu tiên năm 1933.